# Karl Pawlowski
Karl Pawlowski (* 9. April 1898 in Hagen; † 22. August 1964 in Bielefeld) war ein deutscher evangelischer Theologe und diakonischer  Unternehmer in Bielefeld.

## Leben
Pawlowski studierte Theologie in Marburg, Halle-Wittenberg und Bonn. 1919 trat er dem Marburger, später dem Hallenser und Bonner Wingolf bei. Von 1924 bis 1926 war er Hilfsprediger in der Kirchengemeinde Radbod (jetzt Bockum-Hövel). Seit 1926 leitete er das evangelische Jugend- und Wohlfahrtsamt Bielefeld. 1932 übernahm und sanierte er das Johannesstift in Bielefeld-Schildesche, dessen Vorsteher er bis 1964 war. 1939 war er in Bielefeld für das Büro Grüber tätig.
Während des „Dritten Reiches“ war Pawlowski ein enger Vertrauter des westfälischen Präses Karl Koch und gehörte zum gemäßigten Flügel der Bekennenden Kirche. Von 1945 bis 1950 war er Bevollmächtigter und Geschäftsführer des Evangelischen Hilfswerks Westfalen, von 1946 bis 1950 zugleich Geschäftsführer des westfälischen Landesverbandes für Innere Mission. 1951 gründete er das Johanneswerk (jetzt Evangelisches Johanneswerk gGmbH) in Bielefeld. 1963 wurde ihm für seine Verdienste für „sein Lebenswerk zur Sicherung und Erhaltung des sozialen Friedens“ das Große Bundesverdienstkreuz verliehen.  Als Pawlowski 1964 verstarb, verfügte das Johanneswerk über rund 80 Einrichtungen, ca. 7000 Betten und Heimplätze und 1500 Mitarbeitende.
Pawlowski als „Friedensstifter“ bei Kriegsende
Pawlowski übernahm bei der Einnahme der „Festung“ Bielefeld durch amerikanische Truppen am 4. April 1945 eine entscheidende Rolle bei der Verhinderung weiteren Blutvergießens und weiterer Zerstörungen. Er fuhr auf seinem Fahrrad mit wehendem Talar und dem Kreuz in der Hand kampfbereite deutsche Abwehrstellungen ab, um sie zum Aufgeben zu bewegen: „Zieht man jetzt ab, der Kampf ist aus!“ Anschließend fuhr er den vorrückenden amerikanischen Einheiten entgegen, und informierte sie, dass er den deutschen Soldaten geraten habe, den Kampf aufzugeben. Die Einnahme der Stadt Bielefeld durch die Amerikaner vollzog sich daraufhin weitgehend unblutig, was in der regionalen Geschichtsschreibung als Pawlowskis Verdienst bewertet wird.

## Leistungen
Karl Pawlowski entwarf 1938 ein Modell einer bewohnerorientierten stationären Altenhilfe, in dem er pädagogische Elemente der Jugendarbeit in ein Beschäftigungs- und Bildungskonzept für Altenheim-Bewohner einarbeitete. Das Modell kann als Vorläufer moderner Altenbildung/Geragogik angesehen werden. Pawlowski gehörte zu den Gründern der Flüchtlingssiedlung Espelkamp. Dort errichtete er 1947/48 die erste Förderschule für Aussiedler-Kinder in Deutschland. 1950 gründete er eine der ersten psychosomatischen Fach-Kliniken West-Deutschlands (Klinik Wittgenstein in Bad Berleburg). Pawlowski betrieb erstmals konfessionelle Krankenhäuser ausschließlich mit „freien“ Krankenschwestern (Klinik Wittgenstein 1950, Ev. Krankenhaus Versmold 1956). Er errichtete 1957 das erste dreistufige Altenzentrum der Bundesrepublik, die Tersteegen-Wehme in Iserlohn.

## Ehrungen

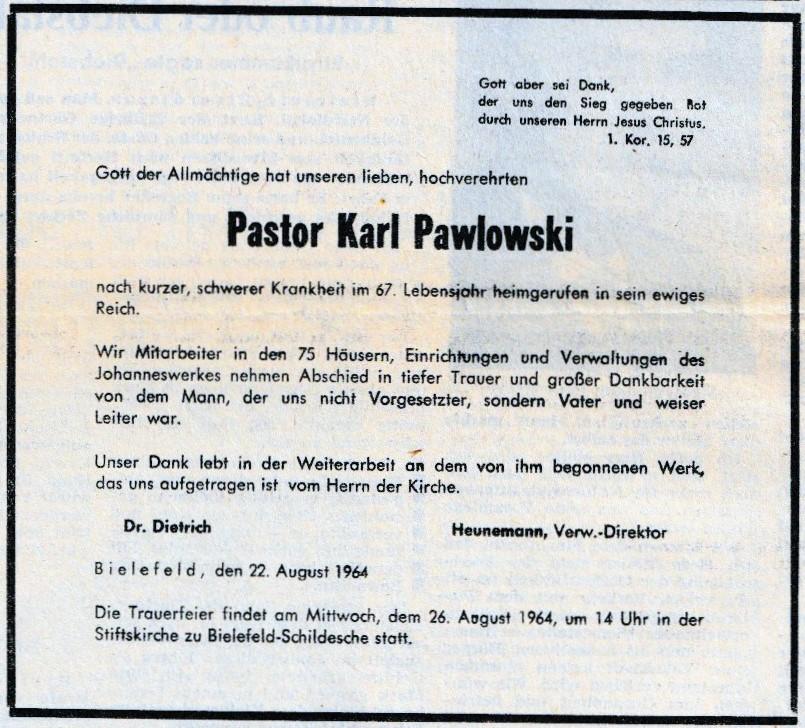
Todesanzeige des Johanneswerks Bielefeld

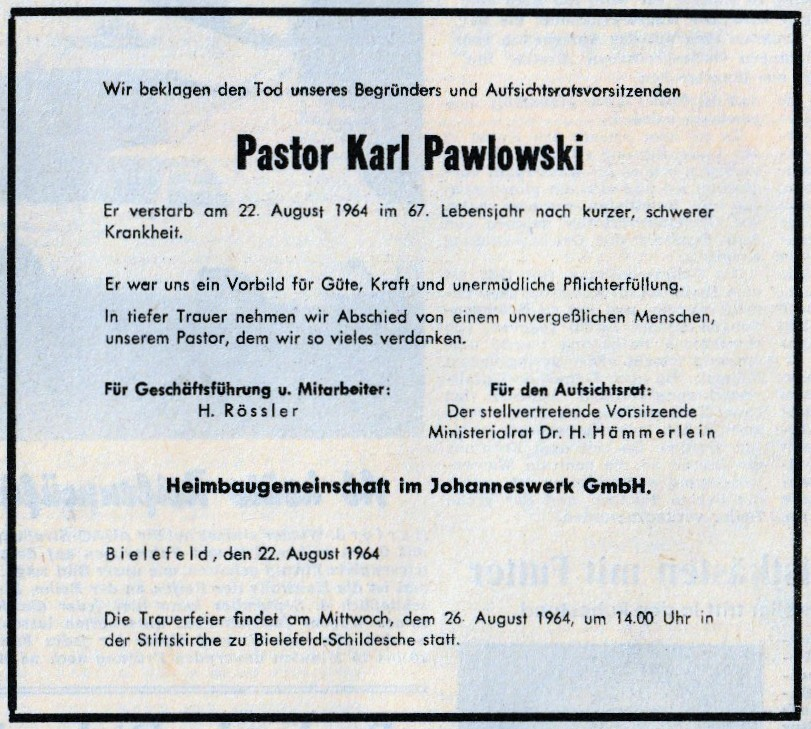
Todesanzeige der Heimbaugemeinschaft im Johanneswerk GmbH

- 1952: Verdienstkreuz (Steckkreuz) der Bundesrepublik Deutschland
- Großes Verdienstkreuz
- In Bielefeld-Schildesche ist eine Straße nach Karl Pawlowski benannt. In Recklinghausen, Espelkamp und Bielefeld tragen Alten- und Pflegeeinrichtungen seinen Namen.